# Catedral de Marselha
A Catedral de Marselha, Catedral de la Major ou Catedral de Sainte-Marie-Majeure (em francês: Cathédrale Sainte-Marie-Majeure) é a catedral católica da arquidiocese de Marselha.
La Major foi construída em estilo neobizantino entre 1852 e 1893 sobre os planos do arquiteto Léon Vaudoyer. Localizada no bairro de la Joliette no 2.º arrondissement, ela fica em uma esplanada, entre o Antigo Porto e do porto de la Joliette, no local da antiga catedral do século XII, a partir do qual vem o nome occitano de "Major". A sua arquitetura e decoração de interiores em mármore e pórfiro, dar um aspecto particular de um edifício religioso.
Ela foi erguida como uma basílica menor pelo papa Leão XIII em 24 de janeiro de 1896.

## História
Desde o século V, vários edifícios religiosos se sucederam neste local. A atual catedral, a nova Major, ergue-se a oeste das ruínas da antiga catedral românica, a velha Major. Mas a destruição e as bases necessárias para a implementação de uma nova catedral revelaram a existência de uma terceira igreja - paleocristã e do maior batistério das Gálias estabelecida no mesmo sítio.
Da primitiva catedral não resta grande coisa. Vários fragmentos de pavimentos em mosaico são encontrados durante a construção da nova Major do século XIX, ao mesmo tempo, como o batistério primitivo. Estes vestígios desapareceram e só são conhecidos pela descrição que F. Roustan deixou. As mais recentes escavações realizadas por F. Paone encontrou outros fragmentos de mosaico na última travessa da nave preservada. Alguns fragmentos de muro em pedra calcária rosa da Coroa mostram que o material utilizado foi semelhante ao da catedral românica. Comparando estes resultados com os do século XIXe, parece que a primitiva catedral tinha mais de 60 m de comprimento e uma largura entre 26 e 34 m, dependendo da largura dada às naves.
A restauração teve lugar na época carolíngia: várias esculturas conservadas, em padrões entrelaçados, são características deste período. Posteriormente, foi o bispo Pons I, que reconstruiu a abside no meio do século XI. A construção se distingue da catedral primitiva pelo emprego do calcário branco.

### Velha Major
A velha Major foi construída no século XII, em estilo românico. Ela teve que ser destruída para permitir a construção de uma nova catedral, mas, diante dos protestos, o coro e uma travessa foram preservados.

### Nova Major
Decidida pelo Mgr Eugène Mazenod, que solicita às autoridades, como deve ser em regime de concordata, a construção de uma nova catedral é iniciada em 1852. Foi o príncipe-presidente Luís Napoleão Bonaparte, que colocou a primeira pedra em 1852 de O primeiro parâmetro é necessário, mas foi fornecido incorretamente! de 26. Seus arquitetos sucessivos concedem uma grande parte ao historicismo.
Com seus equipamentos de pedras alternadamente verdes e brancas, este edifício de inspiração bizantina (uso de mosaico, cúpulas) justapõe elementos românicos e góticos.
O plano em cruz latina é concebido por Léon Vaudoyer no estilo romano-bizantino. A presença simultânea de campanários e cúpulas é devido à vontade do arquiteto de fazer referência ao Ocidente e ao Oriente, sobre o modelo da catedral de Notre-Dame des Doms em Avinhão. Mas os seus domos e cúpulas lembram os das igrejas de Istambul.
Estruturada como um edifício tripartido composto de um pórtico monumental enquadrado de duas torres, de uma nave e de um enorme agrupamento de santuários, a catedral faz parte de um conjunto arquitetônico extraordinário, que não teve equivalente em todos o século XIXe xx. A construção dura 40 anos e, mesmo em nossos dias, os revestimentos fornecidos para a construção de abóbadas e cúpulas não são todos preenchidos.
Os materiais utilizados para a construção da catedral de estilo bizantino são muito variados : pedra verde de Florença, mármore branco de Carrara, pedras de Calissane e do Gard, ônix da Itália e da Tunísia, mosaicos de Veneza.
Léon Vaudoyer morreu em 1872. O arquiteto de Nîmes Jacques Henri Esperandieu, aluno e colaborador de Leon Vaudoyer, o sucede e realiza a instalação e a realização das cúpulas. Ele morre por sua vez em 1874.
Foi Henri Antoine Révoil que completa a construção, dando ênfase especial para a decoração : mosaicos, esculturas, bronze, na companhia dos inspetores Errard, Mouren e Joly. A decoração interior é em mármore e pórfiro, inspirado no estilo bizantino. As cúpulas e as balaustradas são decoradas com elementos retirados das catedrais de Luca e de Siena. A novidade da decoração é devido principalmente à importância dos ciclos de mosaico.
Ele dá a catedral ao arcebispo Jean-Louis Robert em 30 de novembro de 1893. Ela foi erguida em basílica menor em 24 de janeiro de 1896 pelo papa Leão XIII, e consagrada em 6 de maio de 1897.
A nova Major é, com a catedral de Gap, a única catedral construída na França no século XIX, onde não havia se construído nos últimos dois séculos. Construída entre 1852 e 1893, ela é considerada como uma das maiores catedrais construídas desde a Idade Média. Foi classificada monumento histórico pelo decreto de 9 de agosto de 1906..

## Galeria de fotos

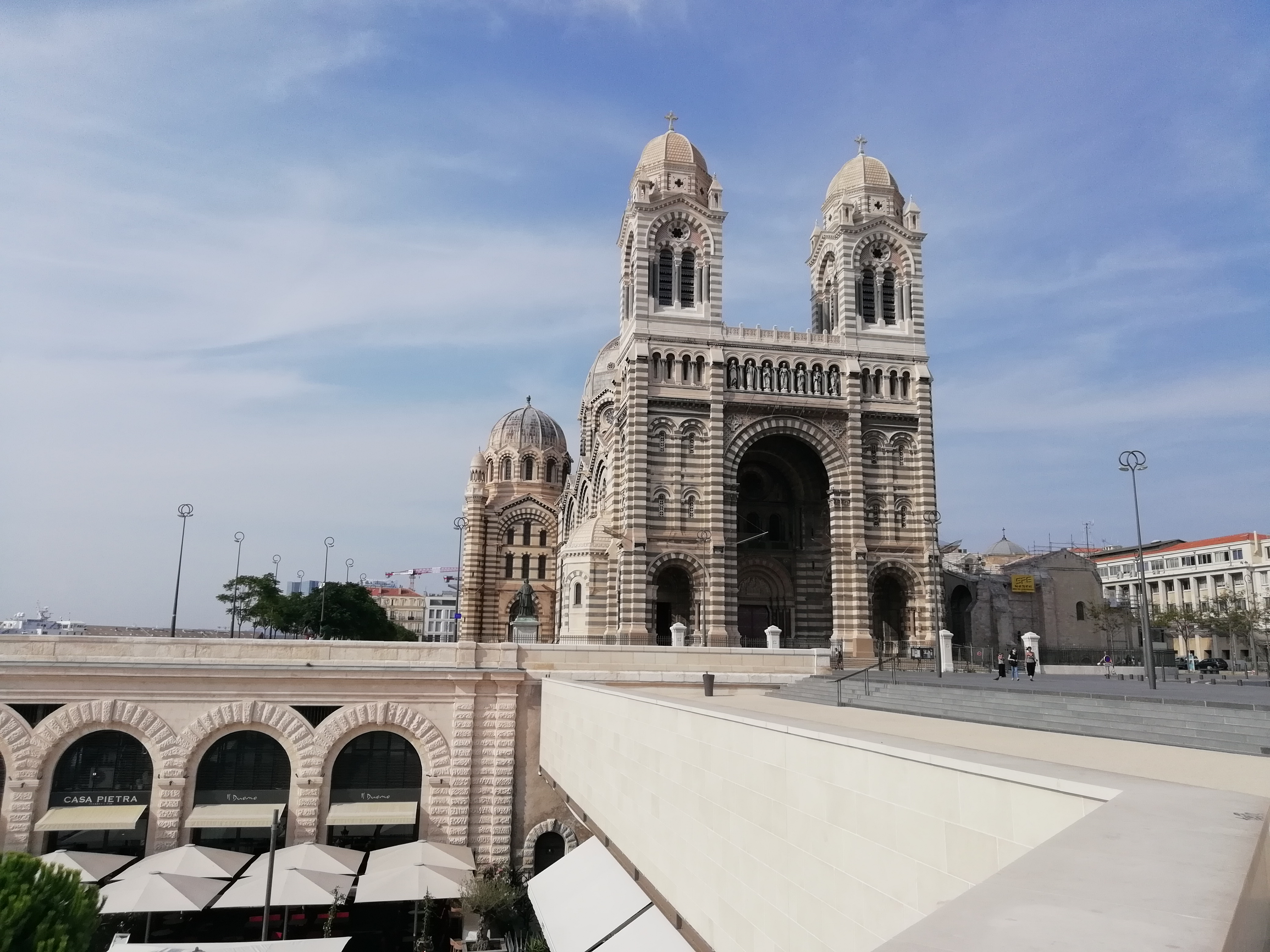
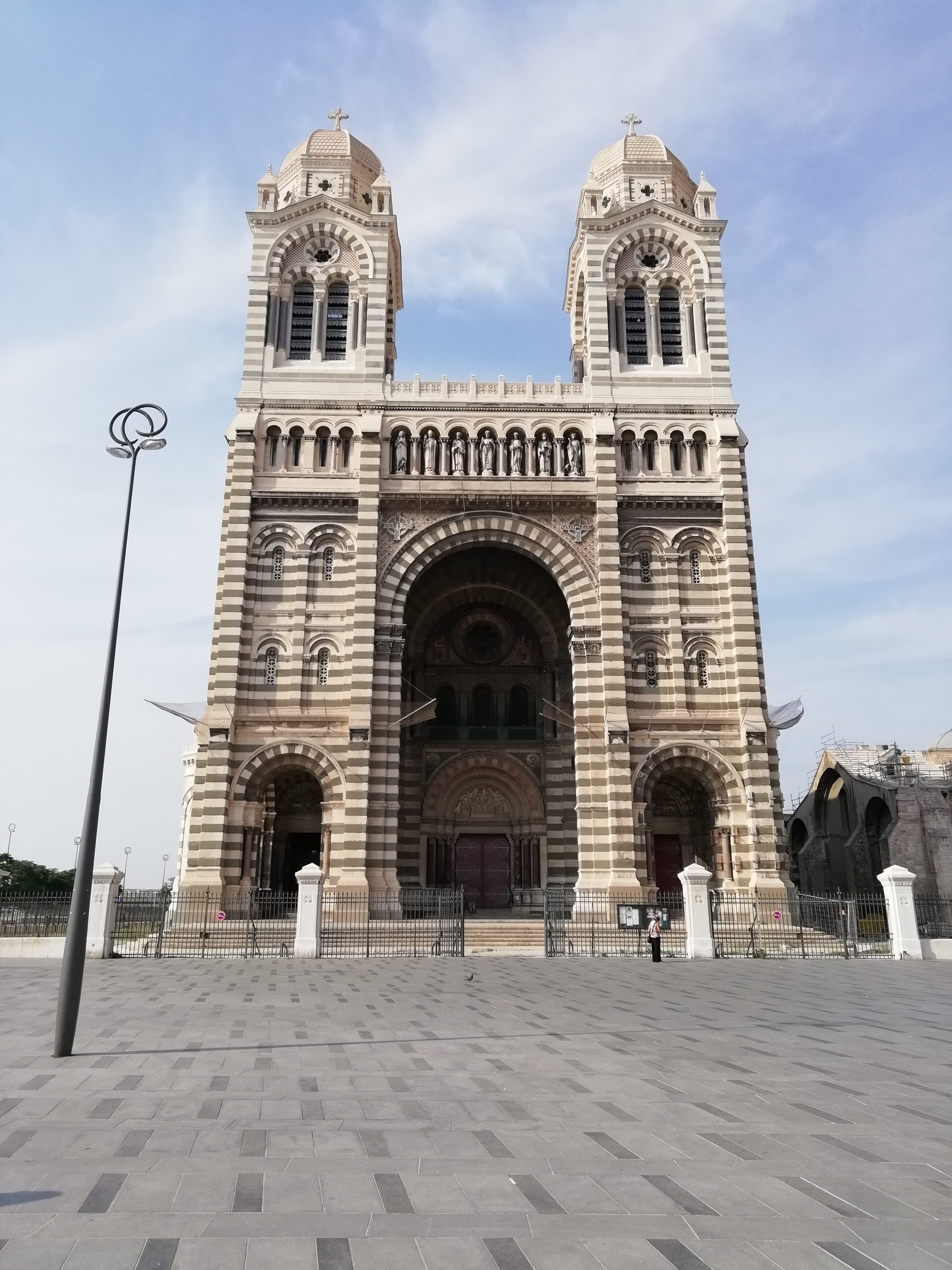